# Plezzo (comune)
Plezzo (ufficialmente in sloveno Občina Bovec) è un comune (občina) della Slovenia. Ha una popolazione di 3 049 abitanti ed un'area di 367,3 km². Appartiene alla regione statistica del Goriziano. La sede del comune si trova nella città di Plezzo.

## Storia
Nel 1920, dopo l'annessione al Regno d'Italia, l'attuale territorio comunale era articolato nei comuni di:
- Plezzo
- Bretto (annesso nel 1928)
- Oltresonzia (annesso nel 1928)
- Saga (annesso nel 1928)
- Serpenizza (annesso nel 1928)
- Sonzia
- Trenta d'Isonzo (annesso a Sonzia nel 1928)

Attualmente lo 0,10% della popolazione è di madrelingua italiana (vedi Goriziano).

## Insediamenti
Il comune di Plezzo è formato da 13 insediamenti (naselija):
- Bavšica
- Bretto (Log pod Mangartom o Srednji Log)[3]
- Coritenza di Plezzo (Kal-Koritnica)[3]
- Lepena
- Loga d'Oltresonzia (Log Čezsoški)[4]
- Oltresonzia (Čezsoča)[4]
- Plezzo (Bovec), insediamento capoluogo comunale
- Plužna
- Saga (Žaga)[3]
- Srpenica
- Sonzia (Soča)[3]
- Strmec na Predelu
- Trenta (Trenta)

## Amministrazione
| Periodo | Periodo   | Primo cittadino  | Partito | Carica  | Note |
| ------- | --------- | ---------------- | ------- | ------- | ---- |
| 1994    | 1998      | Andrej Stergulc  |         | sindaco |      |
| 1998    | 2002      | Siniša Germovšek |         | sindaco |      |
| 2002    | 2006      | Robert Trampuž   |         | sindaco |      |
| 2006    | 2010      | Danijel Krivec   |         | sindaco |      |
| 2010    | 2014      | Danijel Krivec   |         | sindaco |      |
| 2014    | 2018      | Danijel Krivec   |         | sindaco |      |
| 2018    | in carica | Valter Mlekuž    |         | sindaco |      |